# آناهایم (کالیفرنیا)
آناهایم (به انگلیسی: Anaheim) شهری در ایالت کالیفرنیا در آمریکاست. دیزنی لند در این شهر واقع شده‌است. تیمهای ورزشی این شهر آناهایم داکس می‌باشند.